# Cemitério de Mühlburg
O Cemitério de Mühlburg (em alemão:  Friedhof Mühlburg) é um cemitério em Mühlburg, bairro de Karlsruhe, com área de 2,26 hectares.

## História
O cemitério foi aberto em 1857 próximo à antiga Cervejaria Seldeneck. No cemitério está localizada uma escultura do escultor Carl Egler, em lembrança das vítimas da Segunda Guerra Mundial. Também localiza-se no cemitério a sepultura dos ascendentes da escritora Marie Luise Kaschnitz.

## Sepultamentos notáveis
No Cemitério de Mühlburg estão localizadas as sepulturas das seguintes personalidades e suas famílias:
- Família Seldeneck, nobres de Baden
- Arthur Pfeifer (1878–1962), arquiteto
- Lina Radke (1903–1983), atleta